# 議會大廈 (雪梨)
议会大厦或议会大楼（英語：Parliament House），是澳大利亚新南威尔士州议会的驻地，位于新南威尔士首府悉尼。该建筑群位于悉尼市中心麦觉理街东侧。建筑正立面是两层的乔治王时代风格建筑，是悉尼现存最古老的公共建筑。正立面的两侧是新歌特主义风格的翼楼，是议会两院的议事厅。这些沿街的古建筑背后连接20世纪70年代建成的12层新翼，后者朝向悉尼禁苑（英語：The Domain）。

## 结构布置

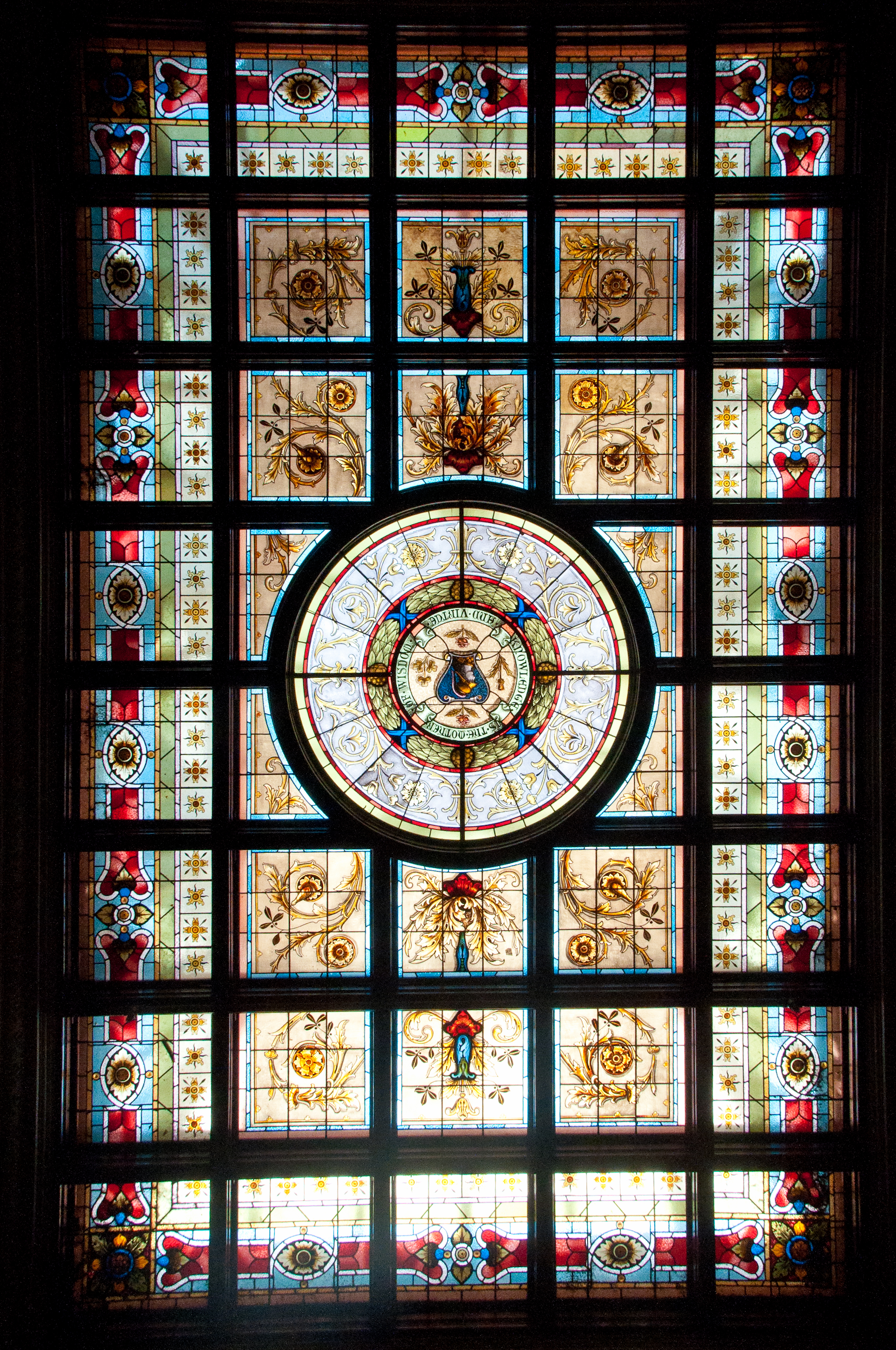
议会大厦图书室的花玻璃顶

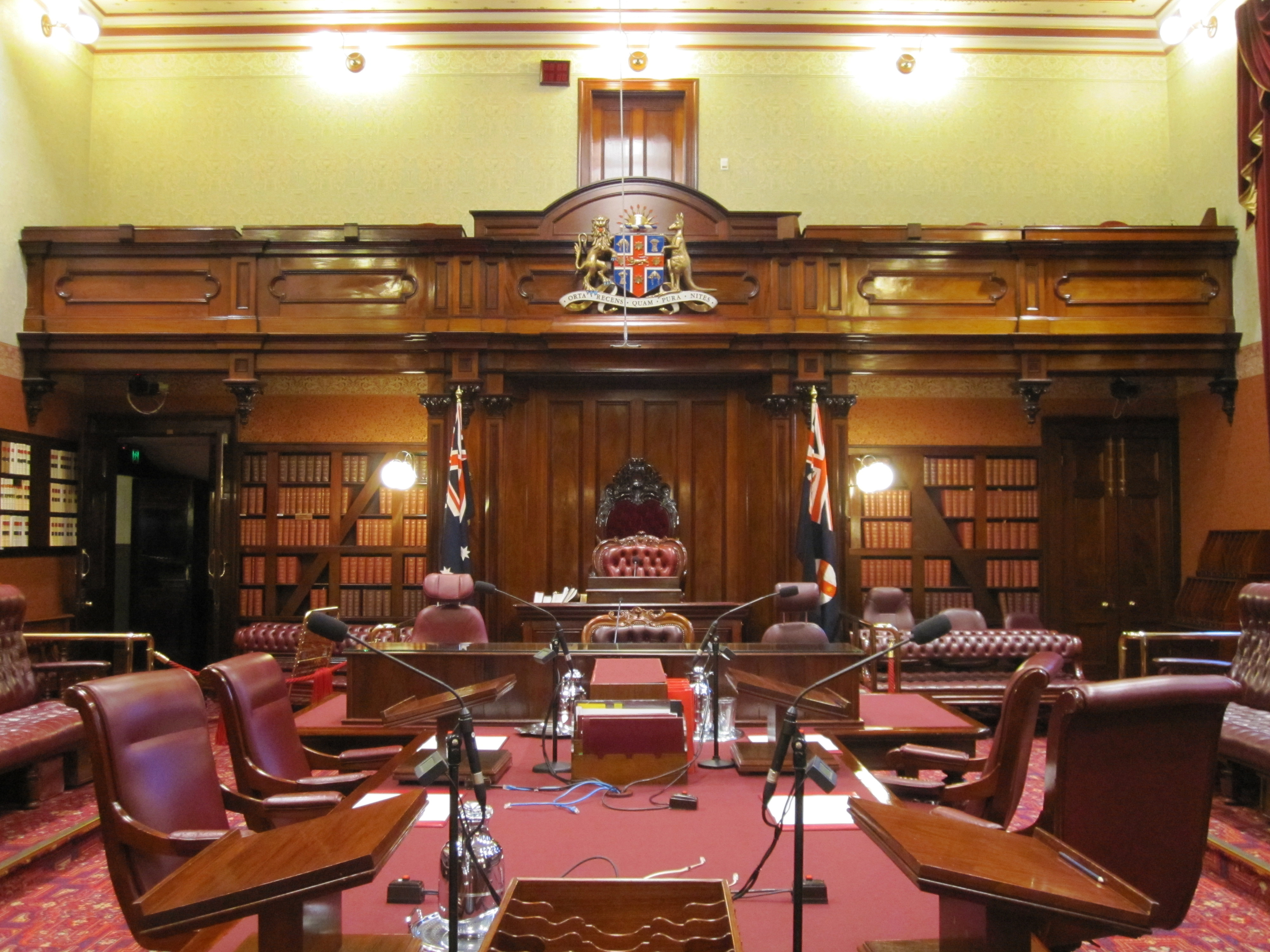
上议院议事厅

议会大厦正立面位于麦觉理街东侧，座东朝西。沿麦觉理街的正式入口是一幢两层建筑，两层都有殖民地风格的柱廊。此楼的底楼有左右两个门厅，之间是格林威厅（图书室），用于小型委员会会议和其他活动。楼上的房间则供《议会实录》编写组使用。
此楼的北端是新南威尔士立法会（下议院）的议事厅。议事厅的主色调选用绿色，象征继承英国国会下议院的传统。议事厅一端是议长席，前方是中央桌子，上面放置权杖。开会时，执政政府部长坐在议长右手边两排座位上，反对党议员则坐在左边。议长背后的楼上是记者旁听席。议会秘书坐在议长左边，议长邀请的客人在议长对面的旁听席上。公众旁听席在议长旁听席上边和议长的右手边。
入口楼的另一端是新南威尔士立法局（上议院）的议事厅。这里的主色调是红色，是源自英国国会上议院的传统。此议事厅内有御座，供澳大利亚君主在场时使用，其余时间供新南威尔士总督使用。宝座前是主席座位。两张座椅都用红椿木制成，总督宝座于1856年完成，主席座位则于1886年完工。两座面前的中央桌子也是1856年用红椿木制成的。背后的墙上布置满书架，架上放置新南威尔士《议会实录》。议事厅四周布置7尊半身雕像，四尊是穿着官式礼服的早期立法局主席，三尊是穿着古罗马托加的著名议员。和下议院一样，政府议员坐在主席右手，反对党坐在主席左手。
入口楼背后连接钻禧厅，用于委员会会议和公共活动。钻禧厅背后是20世纪70年代建造的中庭建筑，连接新旧建筑。其中心是喷泉庭，作为展览空间使用，中间是建筑师罗伯特·伍德沃德设计的喷泉。喷泉庭地下是一座175席的小剧场，上面则是一座屋顶花园。中庭建筑内还有一座小型邮局。此建筑背后是70年代建造的12层办公楼。这座俯瞰禁苑的建筑内是议员和工作人员的办公室、会议室，还包括餐饮设施，健身房，停车库和其他服务设施。这里的热电联产装置除了服务议会大厦外，还供毗邻的悉尼医院和新南威尔士州立图书馆使用。

## 历史沿革

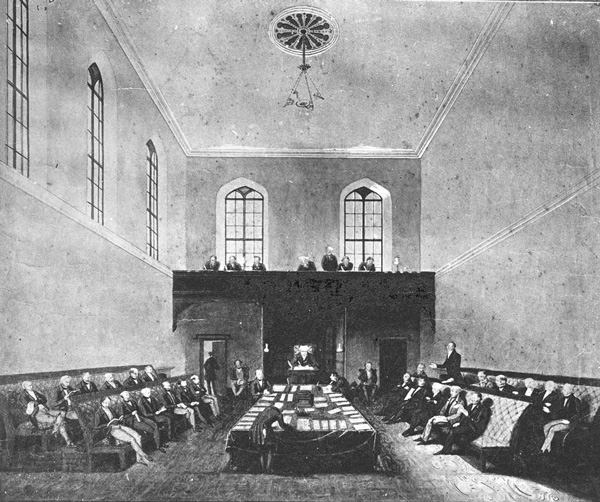
1843年立法会会议：此议事厅在实施两院制后改建为下议院（立法院）议事厅

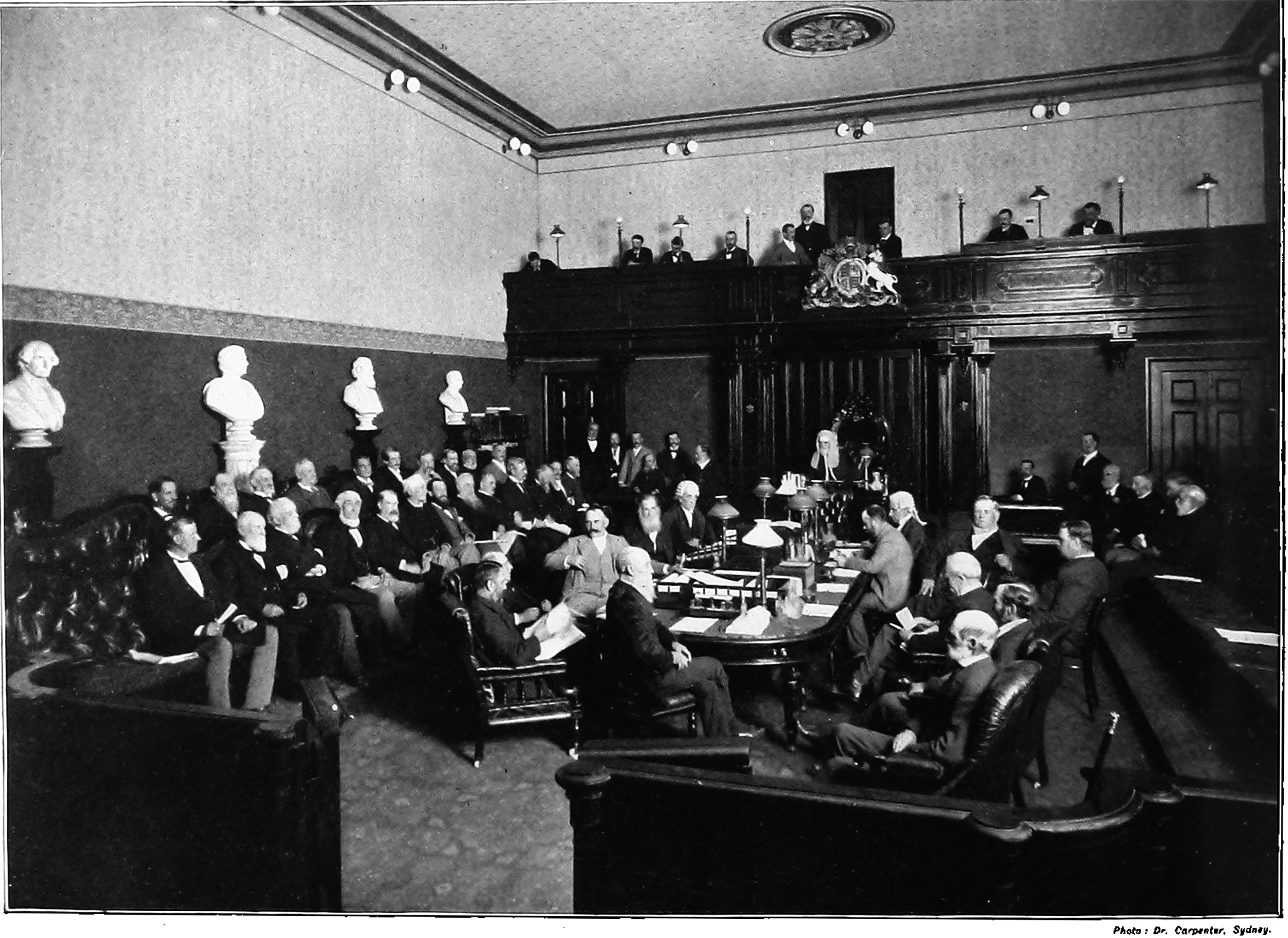
1899年立法会（上议院）会议

议会大厦现存最老的部分是入口的两层楼房，是麦觉理总督所建的“朗姆酒医院”（现在悉尼医院的前身）的北翼。1810年，麦觉理总督规划了麦觉理街，并将禁苑的一部分划出建设医院。由于英国政府不愿提供经费，医院的建造合同规定由政府提供流放犯作为劳力，建筑商报酬的一部分通过批出进口朗姆酒的专利牌照抵销。医院建筑于1816年完工，时人称其“优雅而宽敞”，但流放犯背景的著名殖民地建筑师弗朗西斯·格林威则对设计和建造都进行批评。实际上，建筑商偷工减料造成的结构问题直到20世纪80年代还在不断发现。
医院北翼供首席外科医生使用，不过有一段时间作为法庭使用。1824年新南威尔士立法会成立时，并没有永久性驻址，使用过的会址包括总督府院内的小屋。1829年，总督将立法会名额从5人增加到15人，自此立法会开始在外科医生楼底楼北端的房间开会。政府开始逐渐侵蚀楼内的房间，以至首席外科医生可用的房间只剩两间，其他的房间则被立法会和行政会的书记官以及其他政府官员侵占。1831年到1836年，书记官还在这里兼任了澳大利亚第一所博物馆的管理员，建立起小型的自然史收藏，后来发展成悉尼的大型自然史博物馆——澳洲博物馆。
1843年颁布的新殖民地组织法将立法局席位增加到36人。大楼里的会议室已不敷使用，因此在大楼北端添加了新翼。1856年新南威尔士实行两院制，立法局搬入大楼南端加建的一幢预制铁皮建筑，将原来的议事厅让给了新成立的下议院（立法院）。新议事厅的建筑构件于苏格兰加工制造，运到墨尔本后再由新南威尔士政府以1,835英镑的价格购买。组装和内部装修又花去4,475英镑。1856年5月22日，虽然新议事厅尚未完工，但新一届议会的开幕仪式仍在此举行。

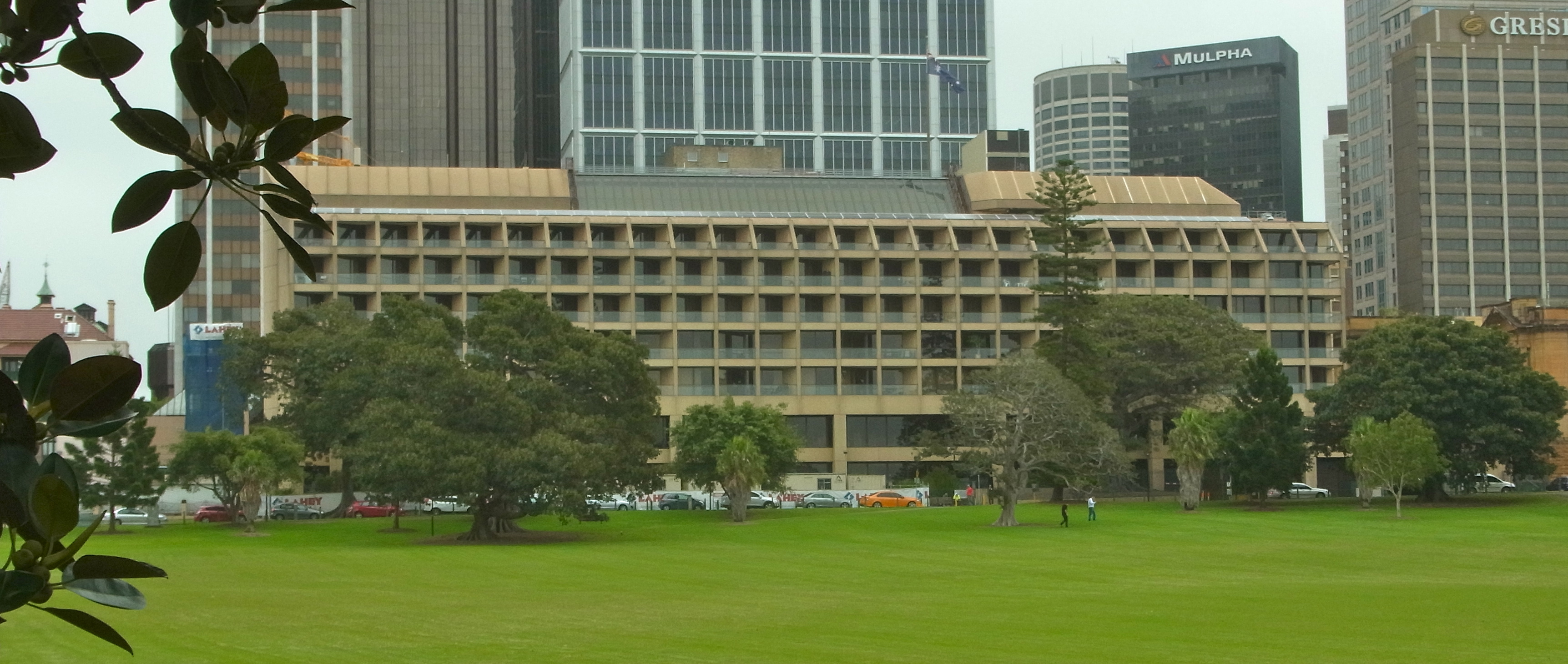
从后面（禁苑方向）望向议会大厦新翼

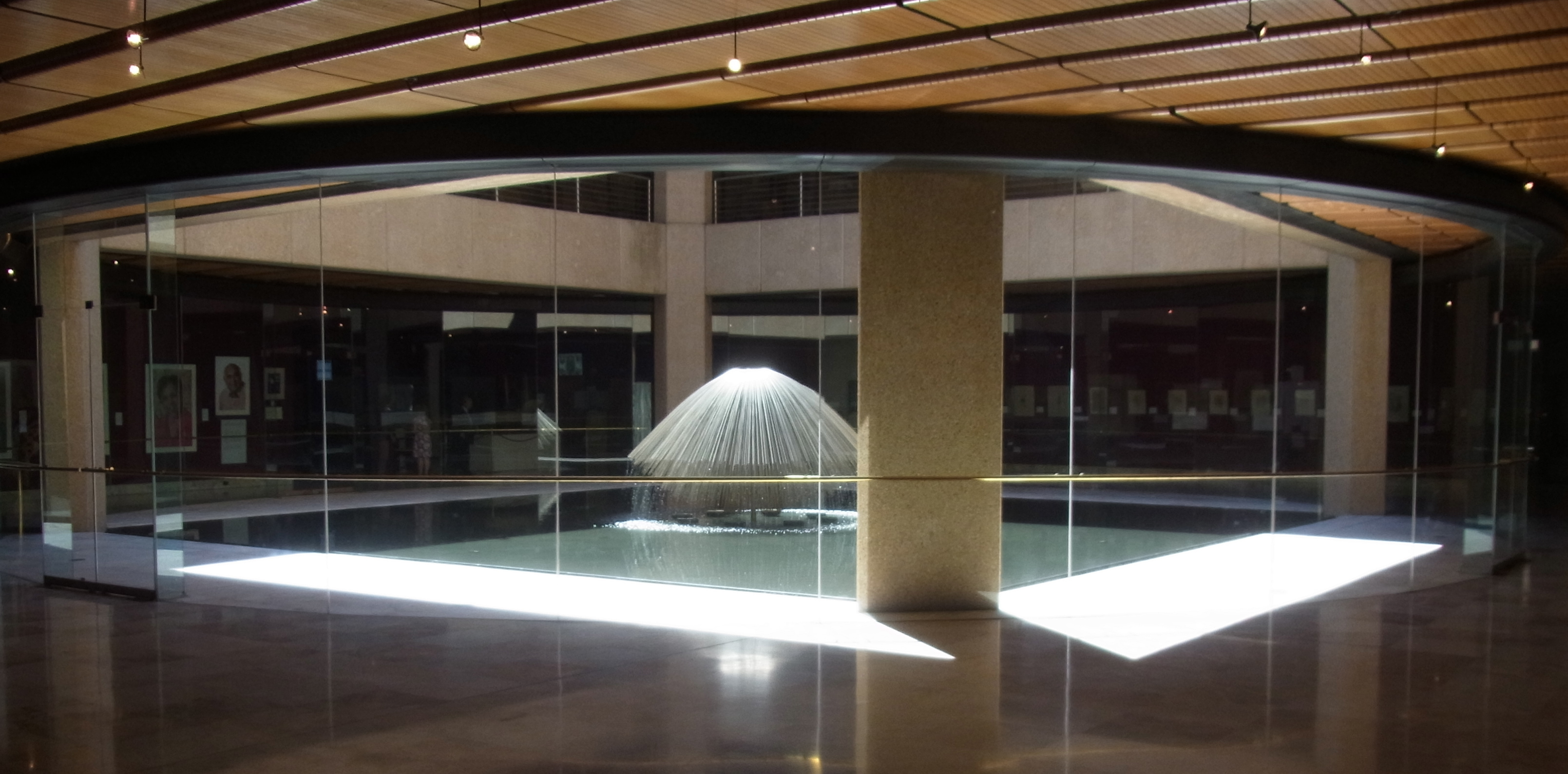
议会大厦旧翼和新翼之间中庭内的喷泉

新的议事厅也出现各种问题。议事厅的四壁上原来是用纸板加盖粗麻布再涂石膏的，因此墙壁和铁质屋顶在音响、照明和通风方面都出现问题。1959年屋顶用板岩瓦替换。1892-93年整座建筑向街道方向迁移了3米。20世纪20年代，南面墙壁老化，在内、外两面都须加装木柱以防屋顶倒塌。30年代整座南墙被拆除重建。
1969年，原医院建筑后面加盖了一座宴会厅，同时1850年搬到原立法局议事厅的议会图书室在扩充后搬入旧翼底楼，此处的两间房间打通后成为现在的格林威厅。1906年在图书室背后加盖了钻禧厅，作为阅览室使用。
1974年，政府开始了大规模重建计划。1980年，12层新办公楼完工，图书室搬入新楼。1985年，两院议事厅根据历史资料恢复到1892年时的样子。此外，19世纪末的外科医生房间也进行了修复。